# Eve Miller
Eve Miller (Los Ángeles, California, Estados Unidos; 8 de agosto de 1923 - Van Nuys, Los Ángeles, California, 17 de agosto de 1973) fue una vedette y actriz de reparto estadounidense actuando en 41 películas entre 1945 y 1961. 

## Carrera
Miller era hija del Sr. y la Sra. Robert Stanley Miller y se crio en San Francisco, donde su padre era vendedor de piano. Durante los primeros años de la Segunda Guerra Mundial, trabajó como soldadora en un astillero. Sin embargo, antes de que terminara la guerra, ella había tomado un trabajo como dependienta de una tienda por departamentos, y más tarde como una corista,  en la producción de San Francisco de The Folies Bergère de 1944. Esto la llevó a su primer papel como corista en Diamond Horseshoe de 1945. 
En 1951, después de varios pequeños papeles en televisión y películas como The Vicious Years (1950), llamó la atención de la productora y directora Ida Lupino y, a través de su influencia, participó en The Big Trees de Warner Brothers, protagonizada junto a Kirk Douglas. Siguieron otros filmes más, como The Winning Team con Ronald Reagan y Kansas Pacific protagonizada por Sterling Hayden. Sin embargo, su trabajo principal  se produjo en una larga serie de papeles televisivos que se extendieron hasta la década de 1950.
Apareció regularmente en antologías como Fireside Theatre, Four Star Playhouse y Crossroads. La actriz también participó en varias series, incluidas Lassie, Annie Oakley y Richard Diamond, Private Detective. Sin embargo, Miller nunca logró un papel regular en una serie de televisión. Su última aparición fue en un papel de 1961 en el drama criminal, Coronado 9.

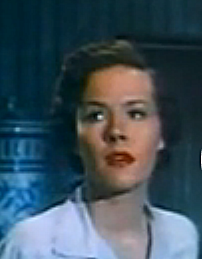
Eva Miller en Kansas Pacific

## Vida privada y suicidio
De tendencia demócrata, apoyó la campaña de Adlai Stevenson durante las elecciones presidenciales de 1952. En 1954, conoció a Glase Lohman, un actor que tuvo una breve carrera en televisión y cine a mediados de la década de 1950, y se comprometieron. El 21 de julio de 1955, después de una discusión entre los dos, Miller intentó suicidarse apuñalándose en el abdomen. Según los periódicos de la época, la policía la descubrió en el piso de su cocina, rodeada de cartas que le había escrito a Lohman. Finalmente, después de cuatro horas de cirugía, se recuperó.
El 17 de agosto de 1973, nueve días después de cumplir 50 años, la actriz Eve Miller se suicidó en Van Nuys, California. Fue enterrada en el cementerio Forest Lawn (Hollywood Hills).

## Filmografía
- 1945: Diamond Horseshoe.
- 1947: I Wonder Who's Kissing Her Now.
- 1947: Buckaroo from Powder River.
- 1948: Inner Sanctum.
- 1949: Beyond the Forest.
- 1949: Arctic Fury.
- 1950: Never Fear.
- 1950: Mrs. O'Malley and Mr. Malone.
- 1950: The Vicious Years.
- 1951: Pier 23.
- 1952: The Big Trees.
- 1952: The Winning Team.
- 1952: She's Working Her Way Through College.
- 1952: The Story of Will Rogers.
- 1952: April in Paris.
- 1953: Kansas Pacific.
- 1954: The Desperate Women.
- 1954: There's No Business Like Show Business.
- 1955: The Big Bluff.
- 1955: Artists and Models.
- 1955: Broadway Jungle.

### Televisión
- Your Show Time (1949)
- The Range Rider (1951)
- Fireside Theatre (1953)
- Mayor of the Town (1954)
- Annie Oakley (1954-1957)
- The Lineup (1954-1959)
- The Whistler (1955)
- City Detective (1955)
- Crossroads (1955-1957)
- Navy Log  (1957)
- Perry Mason (1958)
- Frontier Doctor (1959)